# مریل ای. میلر
مریل ای. میلر، (به انگلیسی: Merrill A. Miller, Jr.) (زاده ۱۹۵۰) کارآفرین، بازرگان و مدیر ارشد اجرایی آمریکایی است، که در حال حاضر به‌عنوان مدیر عامل اجرایی و رئیس هیئت مدیره شرکت نشنال اویل‌ول وارکو فعالیت می‌کند.